# 朝鲜劳动党章程
朝鲜劳动党章程即朝鲜劳动党的党章。它规定了朝鲜劳动党的组成和党员的行动准则。根据规定，朝鲜劳动党全国代表大会是党的最高机构，与朝鲜劳动党代表大会一样可以修订党章。规则定义了党的特征、任务和方法。朝鲜劳动党依据党章的规定促进朝鲜半岛的主体化。党章的最近一次修订恢复了总书记的职位。
第一代党章于1946年8月30日在北朝鲜劳动党第一次代表大会通过。从那时起，每一届大会和代表会议都会修订党章，党章的最近一次修正是在2021年劳动党八大上。
自金日成逝世和金正日继任朝鲜最高领导人以来，朝鲜劳动党一度不再遵循党章。 1980年的劳动党六大之后，朝鲜劳动党不再按规定每五年召开一次代表大会。中央委员会全会也不再遵循每六个月举行一次的规定。金正日亦绕过党章规定成为劳动党总书记。因金正恩被指定为下一任领导人，2010年劳动党第三次代表会议修订了党章，以确保他可以掌控党权和军权。并授权金家决定党代会的召开日期。2021年1月召开的劳动党八大授予金正恩朝鲜劳动党总书记职位。

## 目的
党章即政党的章程。这篇党章概述了朝鲜劳动党的性质、目标和方法。它将朝鲜半岛共产主义化作为党的目标。根据党章，党“代表朝鲜民族和朝鲜人民的利益”，其当前任务是“在北方取得社会主义的完全胜利，完成民族解放的革命任务，在全国实现人民民主”。劳动党以“在唯一领导者的专职指导下，以他的革命思想为指导，执行革命和建设任务”的原则来完成这一目标。党章规定，党领导朝鲜的所有政治社会组织。
章程规定了党组织和党员的行动准则。党章规定代表大会是党的最高机构，代表大会休会期间由中央委员会行使职权。按照规定，中央委员会选举劳动党总书记、政治局委员、政治局常委、执行政策局、检查委员会委员及中央军委委员。
党代会召开期间可修改党章。检查委员会理论上可对涉嫌违纪违法的党员进行调查。然而在事实上，因为没有对中央层面的合规性进行监督，这些规定在生效后相当长的一段时间内没有实际效力。尽管如此， NK News仍将党章称为“朝鲜政治体系中最重要的文本之一”。

## 执行
尽管该规则在法律上是朝鲜劳动党的最高级别文件，但金日成和金正日在执政期间违反党章，未有召开党代会或中央全会。中央委员会并非常设机构；根据党章，党中央至少每六个月举行一次会议。中央根据党章由党代会代表选举产生；但实际上并非如此。
根据党章第二十七条规定，中央军事委员会是党的最高军事事务组织；它指挥朝鲜人民军，发展和指导其军备。但实际上中央军委只是隶属于国防委员会的政治花瓶。1982年修订党章后，中央军委的地位与中央委员会相同，使其能够（除却其他组织）选举党首。
尽管党章规定政治局至少每月开会一次，但几乎没有证据可以证明该规定被劳动党自身遵循。
2010年，党章废除了全国代表大会每五年举行一次的规定，并承认这一条文在1980年后就已经名存实亡。但在第八次代表大会时恢复。

## 历史
第一代党章于1946年8月30日在北朝鲜劳动党第一次代表大会上通过。1948年3月30日召开的北朝鲜劳动党第二次代表大会修订了党章，1956年4月的劳动党第三次代表大会对党章进行了大幅度的修改。第四次代表大会期间又于1961年9月18日再次修订党章，此后又在第五次代表大会、第六次代表大会修订了党章。
1990年代（尤其是在金日成死后），劳动党走入了无序运行的道路。尽管党章规定中央全会至少每六个月召开一次，但1993年至2010年间没有召开一次中央委员会全会。因此，当时中央委员会的组成仍然仅为预测。没人知道第六届中央委员会的哪些成员依然活跃甚至还健在。
很显然，金正日未经中央全会选举，而只经第六届中央委员会和中央军委联合宣布即担任党总书记，此举明显有悖党章规定。

### 第三届会议
2010年6月26日，劳动党中央政治局宣布召集代表举行第三次代表会议，官方解释称因为需要“反映党的革命发展要求，党正面临重大变革，以及強盛大國和主体思想的发展”而召开会议。会议于9月28日召开，流程包括修改党章，选举及罢免中央委员会、书记处、政治局、主席团等机构成员。朝鲜劳动党的最终目标从“建设共产主义社会”（虽然尚有提及马列主义）变为“在全社会完成主体革命事业”。
劳动党第三次代表会议修订了党章（为1980年以来首次），要求党的第一书记兼任中央军委主席。此举为了确保金正恩能够继承金正日在朝鲜劳动党和朝鲜人民军的最高权力。
尽管以前规定代表大会每五年召开一次，但第三次代表大会修改了党章，授权中央可以在通知劳动党六个月后召开全国代表大会。此举也是为金正恩的继位做准备，让金家的成员可以自由决定召开党代会的日期。
党章新增《党与人民政权》和《党的党徽党旗》两节。

### 第四届会议
在2012年的第四次代表会议上，金日成金正日主义被尊为“党的唯一指导思想”。

### 劳动党七大
在2016年5月9日的第七次代表大会上，劳动党因“根据发展实际的需要”修订党章。《党章》增加了追求经济增长和核武器能力的双轨政策。中央、市两级分设正、副主任委员职务。秘书处更名执行政策局。第一书记改为委员长。

### 劳动党八大
2021年召开的第八次代表大会再次修改党章。将党的领导人从委员长改称总书记，另设“第一书记”职位，大量削减了对金日成、金正日和金正恩的提及，移除呼吁南朝鲜（韩国）人民进行革命的条文，并再次提及党对共产主义的坚持，明确规定金日成金正日主义为永恒的指导思想，以全社会金日成金正日主义化为最高纲领。

## 延伸阅读
- WPNK. .  [Founding Congress of the North Korean Workers' Party]. Pyongyang. 1946: 48–56 （韩语）.
- —. .  [Proceedings of the Second Congress of the North Korean Workers' Party]. Pyongyang. 1948: 191–213 （韩语）.
- WPK. . . Pyongyang: Foreign Languages Publishing House. 1956: 387–405. OCLC 51325071.
- —. . Scalapino, Robert A.; Chong-Sik Lee  (编). . Berkeley: University of California Press. 1956–1961: 1331–1349 (1972)  [2022-10-04]. ISBN 978-0-520-02274-4. （原始内容存档于2022-10-04）.
- —. . Dae-Sook Suh  (编). . Honolulu: University Press of Hawaii. 1970: 525–544 (1981). ISBN 978-0-8248-0740-5.
- —. . Simons, William B.; White, Stephen  (编). . 由Il-pyong J. Kim翻译. The Hague: Martinus Nijhoff Publishers. 1980: 265–2841984. ISBN 90-247-2975-0.
- —.  [Charter of the Workers' Party of Korea] (PDF). 2010  [2016-05-08]. （原始内容 (PDF)存档于2017-06-22） （韩语）.